# 勃艮第骑士团国
勃艮第骑士团国（德语：Ordensstaat Burgund），又称党卫队勃艮第国，是依据历史上的“条顿骑士团国”而设想的国家，在第二次世界大战期间，纳粹德国的领导派特别是党卫队希望在西欧建立这个中心地区。

## 历史
“勃艮第”一词本身是一个模糊的地缘术语，该词可追溯到古日耳曼部落的勃艮第人。在历史上，许多国家都曾使用过这个名字。
有关于此最尖锐的主张来自于党卫队全国领袖——海因里希·希姆莱。希姆莱认为勃艮第是“一个古老的经济与文化中心”，但现在“只不过是法兰西的附肢，人们只知道这里的酒业”。他计划将勃艮第变成一个独立于大日耳曼国的模范国家，由纳粹政府进行统治，但拥有独立的军队、法律和邮政系统。这个国家的设想计划包括以下领土：瑞士法语区（罗曼地）、皮卡第、香槟、特鲁瓦、弗朗什-孔泰、沙隆、讷韦尔、埃諾、卢森堡省（属比利时）。这个设想国家计划从北到南贯穿欧洲，连结地中海和英吉利海峡，并以第戎或南锡（德语：Nanzig）作为首都。德语将会是官方语言，但法语在前期也很有必要。
尽管希姆莱声称自己的设想得到了希特勒的全力支持，但在历史上尚无记录。希特勒的目标是永远地消灭法国对德国的战略威胁。1940年法国战役在西欧的全面暴发实际上是为了确保德国的安全，以便于德国夺取苏联的“生存空间”。考虑到这点，为了让法国沦为一个小国和全面附庸国而制定了广泛的计划，并让法国在第二次贡比涅停战协定后牢牢地维持对德国的依存。
在希特勒的要求，德国规划师们对1940年法国沦陷后如何彻底吞并大片的法国东部领土，并恢复至中世纪晚期法国与神圣罗马帝国的边界疆域作出计划。这份由德国内政部提出的计划勾勒出了一条「东北线」，这条线从法国德占区中分出一片「禁区」，而其他地区则继续置于军事控制下。按计划要驱逐当地的法国居民并安置100万德国农民至该区域。除了这些地区外，希特勒还考虑把瓦隆建立成一个“真正的日耳曼地区”并将再次整合入德国。
直到1942年，希特勒才提到属于旧勃艮第王国的地区，那是“法国在德国最弱势的时候趁火打劫才得到的土地”。在纳粹德国合并“禁区”后，这些旧地区需要再次被德国吞并。但他并没有明确指出需要被吞并的地区包括哪些。

## 布列塔尼
还有计划显示纳粹德国打算建立一个布列塔尼国。希特勒自己也多次和他的下属军官们提及这个计划，但似乎对这个计划兴趣不大。